# КУД „Света Петка”
КУД „Света Петка” је културно-уметничко друштво из Петке које постоји од 1956. године. 
Друштво је, током година, организовало јавне наступе, на којима су се фолклорци и драмски уметници–аматери, представљали својим мештанима, али и селима и градовима у околини. Друштво званично носи име „Света Петка” од 2006. године и броји преко седамдесет чланова, распоређених у неколико група. Више пута освајали су прва места на разним такмичењима, како у Србији, тако и у иностранству.
Уметнички руководилац је Марко Марјановић, а председник  Малиша Ђокић.